# EQ Девы
EQ Девы (лат. EQ Virginis), HD 118100 — одиночная переменная звезда в созвездии Девы на расстоянии приблизительно 67 световых лет (около 20,5 парсек) от Солнца. Звёздная величина диапазона U звезды — от +14,1m до +11,8m. Возраст звезды определён как около 150 млн лет.
Открыта Фрэнком Элмором Россом в 1926 году.
Звезда наблюдается южнее 82° с.ш, то есть видна практически на всей территории обитаемой Земли за исключением приполярных регионов Арктики. Лучшее время для наблюдения — апрель.
По небосводу звезда движется на юго-запад. Средняя пространственная скорость EQ Девы имеет компоненты (U, V, W)=(−27.6, −13.2, −19.8), что означает U=−27,6 км/с (движется по направлению от галактического центра), V=−13,2 км/с (движется против направления галактического вращения) и W=−19,8 км/с (движется в направлении галактического южного полюса).

## Характеристики
EQ Девы — оранжевый карлик, эруптивная переменная звезда типа UV Кита (UV) и вращающаяся переменная звезда типа BY Дракона (BY) спектрального класса K2, или K4,5Vke, или K5Ve, или K5V, или K6V, или K7V. Масса — около 0,665 солнечной, радиус — около 0,697 солнечного, светимость — около 0,132 солнечной. Эффективная температура — около 4302 K.

## Свойства звезды
Судя по спектральному классу K5Ve, EQ Дева является оранжевым карликом, это указывает, что водород в ядре звезды служит ядерным «топливом», то есть звезда находится на главной последовательности.
В связи с близким расстоянием до звезды её радиус может быть измерен непосредственно, и первая такая попытка была сделана в 1967 году. Данные об этом измерении приведены в таблице:
| Год  | m    | Спектр | D (mas) | Rабс ({\displaystyle R_{\bigodot }}) | Комм.  |
| 1967 | 9.34 | K5VE   | —       | 0,68                                 | [ 23 ] |
| —    | 9.39 | K8.5e  | —       | 0,56                                 | [ 24 ] |

В настоящее время её радиус оценивается в 0,62 {\displaystyle R_{\bigodot }}, что как, мы знаем сегодня, составляет 85 % от абсолютного радиуса оранжевого карлика спектрального класса K5V. Звезда имеет поверхностную гравитацию 4,5 СГС или 316 м/с2, то есть в 1,15 раз больше, чем на Солнце (274,0 м/с2), что может указывать на недостаточность радиуса звезды, который далее, в процессе эволюции звезды, увеличится.
Звезды, имеющие планеты, имеют тенденцию иметь большую металличность по сравнению Солнцем, однако EQ Девы имеет значение металличности несколько меньшую, чем на Солнце −0,15, то есть 69 % от солнечного значения, что позволяет предположить, что звезда «пришла» из других областей Галактики, где было меньше металлов, и рождено в молекулярном облаке благодаря менее плотному звёздному населению и малому количеству сверхновых звёзд. Светимость звезды сейчас оценивается в 0,136 {\displaystyle L_{\bigodot }}. Для того, чтобы планета, аналогичная нашей Земле, получала примерно столько же энергии, сколько она получает от Солнца, её надо было бы поместить на расстоянии 0,37 а.е., то есть примерно на орбиту Меркурия. Причём с такого расстояния EQ Девы выглядела бы на почти вдвое больше нашего Солнца, каким мы его видим с Земли — 0,89° (угловой диаметр нашего Солнца — 0,5°).
EQ Девы вращается со скоростью в 4 раза меньше солнечной и равной 0,53 км/с, что даёт период вращения звезды — 60,1 дней.
Известно, что звёзды с массой 0,718 {\displaystyle M_{\bigodot }} живут на главной последовательности порядка 25,3 млрд. лет и это значит, что ещё очень нескоро EQ Девы станет красным гигантом, а затем, сбросив внешние оболочки, станет маломассивным белым карликом. В настоящее время звезда является членом движущейся группы звёзд IC 2391.

## Планетная система
В 2019 году учёными, анализирующими данные проектов Hipparcos и Gaia, у звезды обнаружена планета HIP 66252 b.

## Ближайшее окружение звезды
Следующие звёздные системы находятся на расстоянии в пределах 20 световых лет от звезды EQ Девы (включены только: самая близкая звезда, самые яркие (<6,5m) и примечательные звёзды). Их спектральные классы приведены на фоне цвета этих классов (эти цвета взяты из названий спектральных типов и не соответствуют наблюдаемым цветам звёзд):
| Звезда        | Спектральный класс | Расстояние, св. лет |
| Лейтен 907-37 | DA6 wd             | 5.73                |
| HD 114783     | K0 V               | 9.58                |
| Йота Девы     | F6 III             | 13.36               |
| Дзета Девы    | A3 V               | 13.76               |
| Мю Девы       | F2 V               | 19.06               |
| Эта Ворона    | K0 V               | 19.21               |

Рядом со звездой, на расстоянии 20 световых лет, есть ещё порядка 20 красных, оранжевых карликов и жёлтых карликов спектрального класса G, K и M, которые в список не попали, также один белый карлик.